# Лаункалне
Ла́ункалне (латыш. Launkalne) — населённый пункт в Смилтенском крае Латвии. Административный центр Лаункалнской волости. Находится  рядом с автодорогой A2 (европейский маршрут E 77). Расстояние до города Валка составляет около 61 км.
По данным на 2007 год, в населённом пункте проживало 199 человек. Есть волостная администрация, начальная школа, общественный центр, библиотека, фельдшерский пункт, почтовое отделение, магазин.

## История
Населённый пункт возник при бывшем поместье Лаункалне.
В советское время населённый пункт был центром Лаункалнского сельсовета Валкского района. В селе располагался совхоз «Лаункалне».